# ۱ اردیبهشت
۱ اردیبهشت سی و دومین روز از سال در گاه‌شماری خورشیدی است. به پایان سال ۳۳۳ روز (۳۳۴ روز در سال کبیسه) مانده‌است.

## رویدادها
- ۶۳۷ - آغاز نگارش گلستان سعدی
- ۱۳۴۱ - سیل ۱۳۴۱ تهران
- ۱۳۶۷ - تصویب اساسنامه سازمان میراث فرهنگی
- ۱۳۷۷ - ثبت رسمی پرستشگاه بت‌گوران به عنوان یکی از آثار ملی ایران
- ۱۳۷۷ - ثبت رسمی پل لاتیدان به عنوان یکی از آثار ملی ایران
- ۱۳۷۷ - ثبت رسمی قلعه هرمز به عنوان یکی از آثار ملی ایران
- ۱۳۷۷ - ثبت رسمی باغ و گورستان ظهیرالدوله به عنوان یکی از آثار ملی ایران
- ۱۳۹۲ - حادثه ۱ اردیبهشت ۱۳۹۲ هواپیمای آموزشی نورثروپ اف-۵
- ۱۳۹۵ - روز پاسداشت هویت قوم لک
- ۱۴۰۱ - آغاز اعتراضات ۱۴۰۱ معلمان ایران
- ۱۴۰۲ - آغاز اعتصابات کارگری ۱۴۰۲ ایران

## مناسبت‌ها
- روز بزرگداشت سعدی در ایران[۱]
- روز ملی گفتار درمانی در ایران[۲]

## زادروزها
- ۱۳۰۶ - محمدیوسف طاهری، سیاستمدار
- ۱۳۲۱ - محمد مختاری، شاعر، نویسنده، مترجم و منتقد معاصر (درگذشت ۱۳۷۷)
- ۱۳۳۰ - محمود جهان، خواننده
- ۱۳۳۷ - غلام کویتی پور، مداح و خواننده
- ۱۳۴۹ - پریسا بهمنی، از جانباختگان خیزش ۱۴۰۱ ایران
- ۱۳۵۱ - نرگس محمدی، فعال حقوق بشر و زندانی سیاسی ایرانی
- ۱۳۵۷ - علیرضا فغانی، داور فوتبال
- ۱۳۵۸ - لیلا ابراهیمی، ورزشکار و دونده زن
- 1379- امیر آبیاری- خواننده
- ۱۳۵۷ - سامان احتشامی - آهنگساز

## درگذشت‌ها
- ۱۳۳۰ - محمدتقی بهار، روزنامه‌نگار، ادیب، تاریخ‌نویس، و سیاستمدار (زادهٔ ۱۲۶۵)
- ۱۳۵۹ - سهراب سپهری، شاعر و نقاش (زادهٔ ۱۵ مهر ۱۳۰۷)
- ۱۳۸۹- عطاءالله جنگوک، موسیقی‌دان
- ۱۳۹۰ - جهانشاه درخشانی، معمار
- ۱۳۹۱ - غلامرضا قاسمی، از فرماندهان نیروی زمینی ارتش جمهوری اسلامی ایران در جنگ ایران و عراق
- ۱۴۰۲ - رضا زمانی، رئیس انجمن روان‌شناسی ایران